# 日南郡
日南郡（にちなん-ぐん）は、現在のベトナム中部に設置された中華王朝の行政区画。漢代から唐代にかけて、断続的に設置された。語源は太陽の影が南側にできる地という意である。

## 歴史
秦代に象郡とされたが、秦末の混乱により趙佗が南越国を建てるとこの地を支配した。元鼎6年（前111年）に前漢が南越を滅ぼすとその版図に南海・蒼梧・鬱林・合浦・交阯・九真・日南・珠厓・儋耳の9郡を設置し、交州の管轄下に置いた。当時の日南郡は下部に朱吾・比景・盧容・西巻の4県を管轄した。馬援の南征後に新たに象林県が設置され、1万4千余戸、人口6万9千人を擁していた。新が成立すると一時日南亭と改称されたが、後漢により日南郡の名称に戻されている。漢の支配に対する反乱が相次ぎ、多くの官寺が焼き討ちに遭うなどの混乱がたびたび発生した。後漢末の初平3年（西暦192年）、区連による大規模な反乱が発生、象林県を支配下に置いて林邑を打ち建てた。
三国呉のとき、盧容県は林邑によって占領され、南朝梁のとき、日南郡全域が林邑に占領された。
隋の大業元年（605年）、劉方が林邑に遠征して日南郡の故地を奪取し、蕩州・農州・沖州の3州を置いた。大業3年（607年）、驩州（晋の九徳郡）が日南郡と改称された。日南郡は九徳・咸驩・浦陽・越常・金寧・交谷・安遠・光安の8県を管轄した。
唐の武徳5年（622年）、南徳州総管府が置かれた。武徳8年（625年）、徳州と改称された。貞観元年（627年）、驩州と改称された。貞観2年（628年）、驩州都督府が置かれた。天宝元年（742年）、驩州は日南郡と改称された。乾元元年（758年）、日南郡は驩州と改称され、日南郡の呼称は姿を消した。